# Portret (album Rezerwatu)
Portret – kompilacyjny album zespołu Rezerwat wydany w 1998 roku nakładem wydawnictwa Karolex.

## Lista utworów
źródło:.
1. „Kocha Ciebie niebo” – 4:34
2. „Zaopiekuj się mną” – 4:53
3. „Obserwator” – 5:30
4. „Cieć” – 3:18
5. „Czarownica” – 3:47
6. „Marionetka” – 3:22
7. „Nie pragnę kwiatów” – 4:45
8. „Paryż, moje miasto (Moskwa)” – 4:37
9. „Pod makijażem uwielbienia” – 4:05
10. „Och, lala” – 3:25
11. „Słodka noc” – 5:14
12. „Parasolki” – 4:50
13. „Modlitwa o więź” – 6:25

## Twórcy
źródło:.
- Andrzej Adamiak – śpiew, gitara basowa
- Marcin Jędrych – gitara
- Zbigniew Nikodemski – instrumenty klawiszowe, programowanie instrumentów
- Sławomir Romanowski – perkusja

Dodatkowi muzycy
- Krzysztof Szmigiero – gitara